# Agua Zarquilla
Agua Zarquilla är en ort i Mexiko.   Den ligger i kommunen Tancítaro och delstaten Michoacán de Ocampo, i den södra delen av landet, 300 km väster om huvudstaden Mexico City. Agua Zarquilla ligger 1 650 meter över havet och antalet invånare är 103.
Terrängen runt Agua Zarquilla är huvudsakligen kuperad, men åt sydväst är den bergig. Runt Agua Zarquilla är det ganska tätbefolkat, med 72 invånare per kvadratkilometer. Närmaste större samhälle är Apatzingán, 16,8 km söder om Agua Zarquilla. I omgivningarna runt Agua Zarquilla växer huvudsakligen savannskog.